# Mike Mulholland
Mike Mulholland ist ein englischer Spezialist für visuelle Effekte für Film und Fernsehen. Für seine Arbeit war er mehrfach für bedeutende Auszeichnungen wie den Oscar oder den Emmy nominiert. Zuletzt wurde er 2018 für den Oscar für seine Arbeit an Star Wars: Die letzten Jedi nominiert.

## Leben
1996 erwarb Mulholland den Grad eines Bachelors an der Bournemouth University. Er hat in Bournemouth Computeranimation und Visualisierung studiert.
Nach dem Studium entwickelte er hei Psygnosis Computerspiele. Er war dann für die Unternehmen ESC Entertainment und ab 1999 bei Cinesite UK tätig. Bei Cinesite war Mulholland erstmals mit Spezialeffekten bei Film und Fernsehen für Band of Brothers befasst. Er wurde für Band of Brothers 2002 für den Emmy für die Hauptsendezeit (Primetime Emmy) nominiert. Nach der Arbeit bei Cinesite war er als Computergrafik-Supervisor, Leiter für Computergrafik, und zuletzt als VFX-Supervisor für insgesamt zehn Jahre für Framestore tätig. Er wechselte dann 2015 als VFX Supervisor zu Industrial Light & Magic London.